# Randallstown
Randallstown és una concentració de població designada pel cens dels Estats Units a l'estat de Maryland. Segons el cens del 2000 tenia 30.870 habitants.

## Demografia
Segons el cens del 2000, Randallstown tenia 30.870 habitants, 11.379 habitatges, i 8.147 famílies. La densitat de població era de 1.157,2 habitants per km².
Dels 11.379 habitatges en un 34,3% hi vivien nens de menys de 18 anys, en un 50% hi vivien parelles casades, en un 17,6% dones solteres, i en un 28,4% no eren unitats familiars. En el 23,8% dels habitatges hi vivien persones soles el 7,4% de les quals corresponia a persones de 65 anys o més que vivien soles. El nombre mitjà de persones vivint en cada habitatge era de 2,65 i el nombre mitjà de persones que vivien en cada família era de 3,13.
Per edats la població es repartia de la següent manera: un 26,3% tenia menys de 18 anys, un 7% entre 18 i 24, un 30,2% entre 25 i 44, un 24,8% de 45 a 60 i un 11,6% 65 anys o més.
L'edat mediana era de 37 anys. Per cada 100 dones de 18 o més anys hi havia 79 homes.
La renda mediana per habitatge era de 58.686 $ i la renda mediana per família de 66.089 $. Els homes tenien una renda mediana de 39.455 $ mentre que les dones 36.020 $. La renda per capita de la població era de 24.059 $. Entorn del 4,2% de les famílies i el 5,5% de la població estaven per davall del llindar de pobresa.

## Poblacions més properes
El següent diagrama mostra les poblacions més properes.